# Keetmanshoop
Keetmanshoop – miasto w południowej Namibii, ośrodek administracyjny regionu ǁKaras. Zamieszkuje je 14 837 osób (prognozowane na 2013).